# 舞踏会のあとの入浴
『舞踏会のあとの入浴』（ぶとうかいのあとのにゅうよく、フランス語: Après le bal (le tub)、英語: After the Ball）は、ジョルジュ・メリエスが監督した1897年のフランスの短編サイレント映画である。ジュアンヌ・ダルシー演じる舞踏会から帰ってきた女性の脱衣と入浴を描いた作品で、映画史上で最初期のヌードシーンのある映画のひとつと見なされている。

## プロット
ある女性が舞踏会から帰ってくると、女中の手を借りながらドレス、ペチコート、下履き、黒い靴下などを脱いでいく。最後に後ろを向いて肌着を脱ぎ、背中を見せる。そのあとに女中が彼女に湯をかけ、バスローブを羽織らせてて体を乾かす。

## 製作と公開
本作の撮影は、モントルイユのメリエスの家の敷地内にあるミュル・ド・ペッシュ（桃畑の周りに築かれた壁）を背景の壁にして屋外で行われた。メリエスの映画スタジオはすでに建設されていたが、壁の補強工事が終わっていなかったため、まだ使用することはできなかった。入浴する女性を演じたのは、メリエスの愛人であり、彼の舞台や映画に出演していたジュアンヌ・ダルシーである。裸になるダルシーは肌色の肉襦袢（ボディストッキング）を着て演技しているが、そのせいで彼女が寒がったため、入浴シーンでは水の代わりに砂を体にかけている。中条省平によると、水に見立てた砂をかけるというアイデアは、メリエスが使ったトリックのひとつであるという。その砂をかける女中を演じたのは、ミュージック・ホールの女優だったジャンヌ・ブラディである。
しばしば本作は、世界で最初のヌードシーンのある映画のひとつと見なされている。しかし、そのような描写が含まれる作品は本作以前からフランスで作られていた。1896年後半に写真家のウジェーヌ・ピルーとレアールは、本作と同じように女性の脱衣を描くエロティックな作品『花嫁の就寝』を撮影していた。さらにその1年前の1895年10月には、シャルル・パテのために映画を作っていたアンリ・ジョリが『社交界女性の入浴』（1895年）という際どい主題の作品を撮影していた。
この作品のフィルムは、1897年にメリエスが経営する映画会社スター・フィルムから販売され、同社のカタログには128番の作品番号が付けられた（すなわちメリエスの128本目の監督作品である）。